# Ecorregión marina sudeste de Brasil
La ecorregión marina sudeste de Brasil (en  inglés Southeastern Brazil) (180) es una georregión ecológica situada en el centro-este de América del Sur. Se la incluye en la provincia marina Atlántico sur templado – cálido de la ecozona oceánica de América del Sur templada (en inglés Temperate South America).

## Distribución
Se distribuye de manera exclusiva junto al litoral marítimo central de Brasil, en aguas del océano Atlántico sudoccidental.